# Neal Brizan
Neal Brizan (1969. november 1. –) Trinidad és Tobagó-i nemzetközi labdarúgó-játékvezető. Polgári foglalkozása tanár.

## Pályafutása

### Nemzeti játékvezetés
2000-ben lett hazája I. Ligás játékvezetője. A nemzeti játékvezetéstől 2014-ben vonult vissza.

#### Nemzetközi játékvezetés
A Trinidad és Tobagó-i labdarúgó-szövetség Játékvezető Bizottsága terjesztette fel nemzetközi játékvezetőnek, a Nemzetközi Labdarúgó-szövetség (FIFA) 2002-től tartotta nyilván bírói keretében. Aktív nemzetközi pályafutása 2006-tól indult el. Több nemzetek közötti válogatott- és klubmérkőzést vezetett, vagy működő társának 4. bíróként segített. Az aktív nemzetközi játékvezetéstől 2014-ben a FIFA 45 éves korhatárát elérve búcsúzott.

##### Világbajnokság
A világbajnoki döntőhöz vezető úton Németországba a XVIII., a 2006-os labdarúgó-világbajnokságra, Dél-Afrikába a XIX., a 2010-es labdarúgó-világbajnokságra illetve Brazíliába a XX., a 2014-es labdarúgó-világbajnokságra a FIFA JB bíróként alkalmazta.

##### 2006-os labdarúgó-világbajnokság

###### Selejtező mérkőzés
| Időpont             | Helyszín                                      | Mérkőzés típusa         | Mérkőzés                                      | Eredmény | Nézők száma |
| ------------------- | --------------------------------------------- | ----------------------- | --------------------------------------------- | -------- | ----------- |
| 2004. február 18.   | Lionel Roberts Park Stadion, Charlotte Amalie | előselejtező (első kör) | Amerikai Virgin-szigetek–Saint Kitts és Nevis | 0 – 4    | 225         |
| 2004. szeptember 4. | Gillette Stadion, Foxborough                  | előselejtező (3/1. kör) | Amerika–Salvador                              | 2 – 0    | 25 266      |
| 2004. október 13.   | Mateo Flores Stadion, Guatemalaváros          | előselejtező (3/2. kör) | Guatemala–Honduras                            | 1 – 0    | 26 000      |

##### 2010-es labdarúgó-világbajnokság

###### Selejtező mérkőzés
| Időpont              | Helyszín                                              | Mérkőzés típusa         | Mérkőzés                    | Eredmény | Nézők száma |
| -------------------- | ----------------------------------------------------- | ----------------------- | --------------------------- | -------- | ----------- |
| 2008. március 26.    | Warner Park Stadion, Basseterre                       | előselejtező (első kör) | Saint Kitts és Nevis–Belize | 1 – 1    | 2000        |
| 2008. június 14.     | Nemzeti Stadion, St. George’s                         | előselejtező (2. kör)   | Grenada–Costa Rica          | 2 – 2    | 10 000      |
| 2008. június 22.     | Ergilio Hato Stadion, Willemstad                      | előselejtező (2. kör)   | Holland Antillák–Haiti      | 0 – 1    | 9000        |
| 2008. szeptember 10. | Víctor Manuel Reyna Stadion, Tuxtla Gutiérrez         | előselejtező (3/2. kör) | Mexikó–Kanada               | 2 – 1    | 26 900      |
| 2008. október 11.    | Sylvio Cator Stadion, Port-au-Prince                  | előselejtező (3/3. kör) | Haiti–Salvador              | 0 – 0    | 10 000      |
| 2008. október 15.    | Independence Park Stadion, Kingston                   | előselejtező (3/2. kör) | Jamaica–Honduras            | 1 – 0    | 25 000      |
| 2009. június 3.      | Ricardo Saprissa Aymá Stadion, San José de Costa Rica | előselejtező (4. kör)   | Costa Rica–Amerika          | 3 – 1    | 19 200      |
| 2009. szeptember 5.  | Ricardo Saprissa Aymá Stadion, San José de Costa Rica | előselejtező (4. kör)   | Costa Rica–Mexikó           | 0 – 3    | 20 000      |

##### 2014-es labdarúgó-világbajnokság

###### Selejtező mérkőzés
| Időpont            | Helyszín                                 | Mérkőzés típusa           | Mérkőzés                         | Eredmény | Nézők száma |
| ------------------ | ---------------------------------------- | ------------------------- | -------------------------------- | -------- | ----------- |
| 2011. július 8.    | Panamericano Stadion, San Cristóbal      | előselejtező (1. kör)     | Anguilla–Dominikai Köztársaság   | 0 – 2    | 1000        |
| 2011. október 7.   | Juan Ramón Loubriel Stadion, Bayamón     | előselejtező (3/D. kör)   | Puerto Rico–Saint Kitts és Nevis | 1 – 1    | 2500        |
| 2011. november 11. | Nemzeti Stadion, Guatemalaváros          | előselejtező (E. csoport) | Guatemala–Grenada                | 3 – 0    | 13 710      |
| 2012. október 12.  | Sir Vivian Richards Stadion, North Sound | előselejtező (4/A. kör)   | Antigua és Barbuda–Amerika       | 1 – 2    | 7000        |

#### Arany Kupa
Amerika volt a házigazdája a 8., a 2005-ös CONCACAF-aranykupa, a 9., a 2007-es CONCACAF-aranykupa, a 10., a 2009-es CONCACAF-aranykupa, a 11., a 2011-es CONCACAF-aranykupa, a 12., a 2013-as CONCACAF-aranykupa, valamint a 13., a 2015-ös CONCACAF-aranykupa tornának, ahol a CONCACAF JB játékvezetői szolgálattal bízta meg.

##### 2005-ös CONCACAF-aranykupa

###### Selejtező mérkőzés
| Időpont            | Helyszín    | Mérkőzés típusa              | Mérkőzés                              | Eredmény | Nézők száma |
| ------------------ | ----------- | ---------------------------- | ------------------------------------- | -------- | ----------- |
| 2004. november 24. | Karibi Zóna | előselejtező (első kör)      | Jamaica–Saint Martin                  | 12 – 0   |             |
| 2004. november 26. | Karibi Zóna | előselejtező (első kör)      | Saint Martin–Haiti                    | 0 – 2    |             |
| 2004. november 28. | Karibi Zóna | előselejtező (első kör)      | Amerikai Virgin-szigetek–Saint Martin | 0 – 0    |             |
| 2005. január 16.   | Karibi Zóna | előselejtező (3. kör)        | Kuba–Haiti                            | 1 – 1    |             |
| 2005. február 22.  | Karibi Zóna | előselejtező (döntő csoport) | Jamaica–Barbados                      | 1 – 0    |             |
| 2005. február 24.  | Karibi Zóna | előselejtező (döntő csoport) | Kuba–Jamaica                          | 0 – 1    |             |

###### CONCACAF-aranykupa mérkőzés
| Időpont         | Helyszín                   | Mérkőzés típusa              | Mérkőzés                | Eredmény | Nézők száma |
| --------------- | -------------------------- | ---------------------------- | ----------------------- | -------- | ----------- |
| 2005. július 9. | CenturyLink Field, Seattle | csoportmérkőzés (B. csoport) | Egyesült Államok–Kanada | 2 – 0    | 15 109      |

##### 2007-es CONCACAF-aranykupa

###### Selejtező mérkőzés
| Időpont              | Helyszín    | Mérkőzés típusa          | Mérkőzés                                      | Eredmény |
| -------------------- | ----------- | ------------------------ | --------------------------------------------- | -------- |
| 2006. szeptember 29. | Karibi zóna | előselejtező (első kör)  | Jamaica–Saint Vincent és a Grenadine-szigetek | 1 – 2    |
| 2006. október 1.     | Karibi zóna | előselejtező (első kör)  | Jamaica–Haiti                                 | 2 – 0    |
| 2006. november 24.   | Karibi zóna | előselejtező (2. kör)    | Guyana–Antigua és Barbuda                     | 6 – 0    |
| 2006. november 28.   | Karibi zóna | előselejtező (2. kör)    | Guyana–Dominikai Köztársaság                  | 4 – 0    |
| 2007. január 7.      | Karibi zóna | előselejtező (rájátszás) | Haiti–Bermuda                                 | 2 – 0    |

###### CONCACAF-aranykupa mérkőzés
| Időpont          | Helyszín                     | Mérkőzés típusa              | Mérkőzés                | Eredmény | Nézők száma |
| ---------------- | ---------------------------- | ---------------------------- | ----------------------- | -------- | ----------- |
| 2007. június 9.  | Orange Bowl, Miami           | csoportmérkőzés (A. csoport) | Kanada–Guadeloupe       | 1 – 2    | 22 529      |
| 2007. június 16. | Gillette Stadion, Foxborough | egyik negyeddöntő            | Egyesült Államok–Panama | 2 – 1    | 22 412      |

##### 2009-es CONCACAF-aranykupa

###### Selejtező mérkőzés
| Időpont           | Helyszín                  | Mérkőzés típusa           | Mérkőzés        | Eredmény |        |
| ----------------- | ------------------------- | ------------------------- | --------------- | -------- | ------ |
| 2008. december 4. | Központi zóna             | előselejtező (7. csoport) | Guadeloupe–Kuba | 1 – 2    |        |
| 2008. december 8. | Központi zóna             | előselejtező (4. csoport) | Kuba–Haiti      | 0 – 1    | 38 000 |
| Központi zóna     | előselejtező (7. csoport) | Jamaica–Grenada           | 2 – 0           |          |        |

###### CONCACAF-aranykupa mérkőzés
| Időpont          | Helyszín                                 | Mérkőzés típusa              | Mérkőzés          | Eredmény | Nézők száma |
| ---------------- | ---------------------------------------- | ---------------------------- | ----------------- | -------- | ----------- |
| 2009. július 5.  | Oakland-Alameda County Coliseum, Oakland | csoportmérkőzés (C. csoport) | Panama–Guadeloupe | 1 – 2    | 32 500      |
| 2009. július 12. | University of Phoenix Stadion, Glendale  | csoportmérkőzés (C. csoport) | Mexikó–Guadeloupe | 2 – 0    | 23 876      |

##### 2011-es CONCACAF-aranykupa

###### CONCACAF-aranykupa mérkőzés
| Időpont          | Helyszín                       | Mérkőzés típusa              | Mérkőzés       | Eredmény | Nézők száma |
| ---------------- | ------------------------------ | ---------------------------- | -------------- | -------- | ----------- |
| 2011. június 12. | Soldier Field Stadion, Chicago | csoportmérkőzés (A. csoport) | [Salvador–Kuba | 6 – 1    | 62 000      |

##### 2013-as CONCACAF-aranykupa

###### Selejtező mérkőzés
| Időpont              | Helyszín    | Mérkőzés típusa         | Mérkőzés                                 | Eredmény |
| -------------------- | ----------- | ----------------------- | ---------------------------------------- | -------- |
| 2012. szeptember 23. | Karibi zóna | előselejtező (első kör) | Barbados–Dominikai Közösség              | 1 – 0    |
| 2012. szeptember 27. | Karibi zóna | előselejtező (első kör) | Dominikai Köztársaság–Dominikai Közösség | 2 – 1    |
| 2012. november 16.   | Karibi zóna | előselejtező (2. kör)   | Grenada–Guyana                           | 2 – 1    |
| 2012. november 18.   | Karibi zóna | előselejtező (2. kör)   | Grenada–Haiti                            | 0 – 2    |

##### 2015-ös CONCACAF-aranykupa

###### Selejtező mérkőzés
| Időpont         | Helyszín                               | Mérkőzés típusa         | Mérkőzés                       | Eredmény |
| --------------- | -------------------------------------- | ----------------------- | ------------------------------ | -------- |
| 2014. június 1. | Guiilermo Prospero Stadion, Oranjestad | előselejtező (első kör) | Aruba–Amerikai Virgin-szigetek | 7 – 0    |

## Sikerei, díjai
Hazájában 2006-ban az Év Játékvezetője címmel díjazták.